# Copa do Mundo de ciclismo em pista de 2006-2007
A Copa do Mundo de ciclismo em pista de 2006–2007 é uma competição de ciclismo em pista organizada pela União Ciclista Internacional. A temporada tem início a 17 de novembro de 2006 e terminou a 25 de fevereiro de 2007.

## Classificação por nações
| Faixa | País Equipa        | Syd | Mos | L.A. | Man | Pontos |
| ----- | ------------------ | --- | --- | ---- | --- | ------ |
| 1     | Países Baixos      | 99  | 79  | 67   | 97  | 338    |
| 2     | Alemanha           | 75  | 132 | 59   | 46  | 312    |
| 3     | Reino Unido        | 50  | 84  | 52   | 117 | 303    |
| 4     | Rússia             | 90  | 70  | 51   | 66  | 277    |
| 5     | Austrália          | 103 | 29  | 53   | 79  | 264    |
| 6     | França             | 54  | 53  | 91   | 66  | 264    |
| 7     | Scienceinsport.com | 38  | 12  | 33   | 60  | 148    |
| 8     | China              | 37  | 22  | 27   | 52  | 138    |
| 9     | Itália             | 42  | 43  | 42   | 2   | 129    |
| 10    | Ucrânia            | 29  | 45  | 43   | 11  | 128    |

## Homens

### Keirin

#### Resultados
| Data                    | Lugar       | Vencedor         | Segundo     | Terceiro         |
| ----------------------- | ----------- | ---------------- | ----------- | ---------------- |
| 17 de novembro de 2006  | Sydney      | Theo Bos         | Ryan Bayley | René Wolff       |
| 15 de dezembro de 2006  | Moscovo     | Andriy Vynokurov | Teun Mulder | Mickaël Bourgain |
| 19 de janeiro de 2007   | Los Angeles | Chris Hoy        | Ross Edgar  | Shane Perkins    |
| 23 de fevereiro de 2007 | Manchester  | Shane Perkins    | Qi Tang     | Hodei Mazquiaran |

#### Classificação
| Pos. | Ciclista         | Syd | Mos | L.A. | Man | Pontos |
| 1.   | Shane Perkins    | -   | -   | 8    | 12  | 20     |
| 2.   | Andriy Vynokurov | -   | 12  | -    | 1   | 13     |
| 3.   | Theo Bos         | 12  | -   | -    | -   | 12     |
|      | Chris Hoy        | -   | -   | 12   | -   | 12     |
|      | Teun Mulder      | -   | 10  | -    | 2   | 12     |
| 6.   | Mark French      | 5   | 6   | -    | -   | 11     |
|      | Roberto Chiappa  | 7   | -   | 4    | -   | 11     |
| 8.   | Ryan Bayley      | 10  | -   | -    | -   | 10     |
|      | Ross Edgar       | -   | -   | 10   | -   | 10     |
|      | Qi Tang          | -   | -   | -    | 10  | 10     |

### Quilómetro

#### Resultados
| Data                    | Lugar       | Vencedor             | Segundo           | Terceiro        |
| ----------------------- | ----------- | -------------------- | ----------------- | --------------- |
| 17 de novembro de 2006  | Sydney      | Chris Hoy            | Jason Queally     | Tim Veldt       |
| 15 de dezembro de 2006  | Moscovo     | Michael Seidenbecher | Kévin Sireau      | Yevgen Bolirukh |
| 19 de janeiro de 2007   | Los Angeles | François Pervis      | Carsten Bergemann | Yusho Oikawa    |
| 23 de fevereiro de 2007 | Manchester  | Chris Hoy            | François Pervis   | Tim Veldt       |

#### Classificação
| Pos. | Ciclista             | Syd | Mos | L.A. | Man | Pontos |
| 1.   | Chris Hoy            | 12  | -   | -    | 12  | 24     |
| 2.   | François Pervis      | -   | -   | 12   | 10  | 22     |
| 3.   | Tim Veldt            | 8   | -   | -    | 8   | 16     |
|      | Yevgen Bolirukh      | 2   | 8   | -    | 6   | 16     |
| 5.   | Carsten Bergemann    | 4   | -   | 10   | -   | 14     |
| 6.   | Michael Seidenbecher | -   | 12  | -    | -   | 12     |
|      | Marco Brossa         | -   | 6   | 6    | -   | 12     |
| 8.   | Kévin Sireau         | -   | 10  | -    | -   | 10     |
|      | Jason Queally        | 10  | -   | -    | -   | 10     |
| 10.  | Yusho Oikawa         | 1   | -   | 8    | -   | 9      |

### Velocidade individual

#### Resultados
| Data                    | Lugar       | Vencedor        | Segundo         | Terceiro         |
| ----------------------- | ----------- | --------------- | --------------- | ---------------- |
| 18 de novembro de 2006  | Sydney      | Craig MacLean   | Ross Edgar      | Teun Mulder      |
| 16 de dezembro de 2006  | Moscovo     | Theo Bos        | Stefan Nimke    | Craig MacLean    |
| 20 de janeiro de 2007   | Los Angeles | Grégory Baugé   | Roberto Chiappa | Ross Edgar       |
| 24 de fevereiro de 2007 | Manchester  | Arnaud Tournant | Chris Hoy       | Mickaël Bourgain |

#### Classificação
| Pos. | Ciclista         | Syd | Mos | L.A. | Man | Pontos |
| 1.   | Craig MacLean    | 12  | 8   | -    | -   | 20     |
| 2.   | Ross Edgar       | 10  | -   | 8    | -   | 18     |
| 3.   | Mark French      | 7   | 6   | -    | 3   | 16     |
|      | Chris Hoy        | -   | -   | 6    | 10  | 16     |
| 5.   | Arnaud Tournant  | 2   | -   |      | 12  | 14     |
| 6.   | Mickaël Bourgain | -   | 5   | 4    | 8   | 13     |
| 7.   | Theo Bos         | -   | 12  | -    | -   | 12     |
|      | Grégory Baugé    | -   | -   | 12   | -   | 12     |
| 9.   | Stefan Nimke     | -   | 10  | -    | -   | 10     |
|      | Roberto Chiappa  | -   | -   | 10   | -   | 10     |

### Velocidade por equipas

#### Resultados
| Data                    | Lugar       | Vencedor                                                     | Segundo                                                             | Terceiro                                                          |
| ----------------------- | ----------- | ------------------------------------------------------------ | ------------------------------------------------------------------- | ----------------------------------------------------------------- |
| 19 de novembro de 2006  | Sydney      | Reino Unido · Ross Edgar · Chris Hoy · Craig MacLean         | Países Baixos · Theo Bos · Teun Mulder · Tim Veldt                  | Science in Spoet Matthew Crampton Jason Queally Jamie Staff       |
| 17 de dezembro de 2006  | Moscovo     | Reino Unido · Matthew Crampton · Jason Kenny · Craig MacLean | Países Baixos · Theo Bos · Teun Mulder · Tim Veldt                  | França · Grégory Baugé · Mickaël Bourgain · Kévin Sireau          |
| 21 de janeiro de 2007   | Los Angeles | Reino Unido · Matthew Crampton · Chris Hoy · Jamie Staff     | França · Grégory Baugé · François Pervis · Kévin Sireau             | Science in Sport Ross Edgar Jason Queally Jason Kenny             |
| 25 de fevereiro de 2007 | Manchester  | Reino Unido · Ross Edgar · Chris Hoy · Craig MacLean         | Alemanha · Robert Förstemann · Matthias John · Michael Seidenbecher | Southaustralia.com-AIS Shane Perkins Scott Sunderland Ryan Bayley |

#### Classificação
| Pos. | Equipa                 | Syd | Mos | L.A. | Man | Pontos |
| 1.   | Reino Unido            | 12  | 12  | 12   | 12  | 48     |
| 2.   | Alemanha               | 6   | 7   | 7    | 10  | 30     |
| 3.   | França                 | 5   | 8   | 10   | -   | 23     |
| 4.   | Países Baixos          | 10  | 10  | -    | -   | 20     |
| 5.   | Japão                  | 1   | 6   | 4    | 6   | 17     |
| 6.   | Science in Sport       | 8   | -   | 8    | -   | 16     |
|      | Austrália              | 3   | -   | 6    | 7   | 16     |
| 8.   | Southaustralia.com-AIS | 7   | -   | -    | 8   | 15     |
| 9.   | Polónia                | 4   | 3   | 5    | 1   | 13     |
| 10.  | China                  | 2   | 5   | 3    | -   | 10     |

### Perseguição individual

#### Resultados
| Data                    | Lugar       | Vencedor        | Segundo         | Terceiro       |
| ----------------------- | ----------- | --------------- | --------------- | -------------- |
| 17 de novembro de 2006  | Sydney      | Alexander Serov | Robert Bengsch  | Phillip Thuaux |
| 15 de dezembro de 2006  | Moscovo     | Robert Bartko   | Rob Hayles      | Paul Manning   |
| 19 de janeiro de 2007   | Los Angeles | Vitaliy Popkov  | Fabien Sanchez  | Valery Valynin |
| 23 de fevereiro de 2007 | Manchester  | Bradley Wiggins | Alexander Serov | Bradley McGee  |

#### Classificação
| Pos. | Ciclista          | Syd | Mos | L.A. | Man | Pontos |
| 1.   | Alexander Serov   | 12  | 7   | -    | 10  | 29     |
| 2.   | Jens Mouris       | 7   | 6   | -    | 7   | 20     |
| 3.   | Fabien Sanchez    | 2   | -   | 10   | 2   | 14     |
| 4.   | Sergi Escobar     | -   | -   | 7    | 6   | 13     |
| 5.   | Robert Bartko     | -   | 12  | -    | -   | 12     |
|      | Vitaliy Popkov    | -   | -   | 12   | -   | 12     |
|      | Bradley Wiggins   | -   | -   | -    | 12  | 12     |
|      | David Ou’Loughlin | -   | 3   | 6    | 3   | 12     |
| 9.   | Rob Hayles        | -   | 10  | -    | -   | 10     |
|      | Robert Bengsch    | 10  | -   | -    | -   | 10     |

### Perseguição por equipas

#### Resultados
| Data                    | Lugar       | Vencedor                                                                           | Segundo                                                                           | Terceiro                                                                               |
| ----------------------- | ----------- | ---------------------------------------------------------------------------------- | --------------------------------------------------------------------------------- | -------------------------------------------------------------------------------------- |
| 18 de novembro de 2006  | Sydney      | Rússia · Mikhail Ignatiev · Ivan Rovny · Alexander Serov · Nikolai Trusov          | Dinamarca · Michael Mørkøv · Casper Jørgensen · Jens-Erik Madsen · Alex Rasmussen | Ucrânia · Roman Kononenko · Lyubomyr Polatayko · Maxim Polischuk · Witalij Schtschedow |
| 16 de dezembro de 2006  | Moscovo     | Recycling.co.uk Edward Clancy Geraint Thomas Paul Manning Chris Newton             | Rússia · Ivan Kovalev · Alexander Serov · Nikolai Trusov · Ivan Rovny             | Alemanha · Robert Bartko · Robert Bengsch · Guido Fulst · Leif Lampater                |
| 20 de janeiro de 2007   | Los Angeles | Ucrânia · Vitaliy Popkov · Lyubomyr Polatayko · Maxim Polischuk · Vitaliy Shchedov | Dinamarca · Michael Mørkøv · Casper Jørgensen · Jens-Erik Madsen · Alex Rasmussen | Rússia · Valery Valynin · Vasily Khatuntsev · Konstantin Ponomarev · Alexei Shmidt     |
| 24 de fevereiro de 2007 | Manchester  | Reino Unido · Edward Clancy · Robert Hayles · Paul Manning · Bradley Wiggins       | Rússia · Alexei Bauer · Evengy Kovalev · Ivan Kovalev · Nikolai Trusov            | Team 100% Me Jonathan Bellis Steven Burke Ben Swift Andrew Tennant                     |

#### Classificação
| Pos. | Equipa          | Syd | Mos | L.A. | Man | Pontos |
| 1.   | Rússia          | 12  | 8   | 8    | 10  | 38     |
| 2.   | Ucrânia         | 8   | 7   | 12   | -   | 27     |
| 3.   | Reino Unido     | -   | 6   | 7    | 12  | 25     |
| 4.   | Dinamarca       | 10  | 2   | 10   | 1   | 23     |
| 5.   | Nova Zelândia   | 5   | 3   | 6    | 6   | 20     |
| 6.   | Espanha         | 3   | 5   | 4    | 7   | 19     |
| 7.   | Países Baixos   | 7   | -   | 3    | 4   | 14     |
| 8.   | Alemanha        | 1   | 10  | 2    | -   | 13     |
| 9.   | Recycling.co.uk | -   | 12  | -    | -   | 12     |
| 10.  | Austrália       | 6   | -   | -    | 5   | 11     |

### Corrida por pontos

#### Resultados
| Data                    | Lugar       | Vencedor         | Segundo            | Terceiro              |
| ----------------------- | ----------- | ---------------- | ------------------ | --------------------- |
| 18 de novembro de 2006  | Sydney      | Mikhail Ignatiev | Gregory Henderson  | Vasil Kiryienka       |
| 16 de dezembro de 2006  | Moscovo     | Mikhail Ignatiev | Vasil Kiryienka    | Oleksandr Polivoda    |
| 20 de janeiro de 2007   | Los Angeles | Cameron Meyer    | Chris Newton       | Sergey Kolesnikov     |
| 24 de fevereiro de 2007 | Manchester  | Sergueï Klimov   | Ioánnis Tamourídis | Juan Esteban Curuchet |

#### Classificação
| Pos. | Ciclista              | Syd | Mos | L.A. | Man | Pontos |
| 1.   | Mikhail Ignatiev      | 12  | 12  | -    | -   | 24     |
| 2.   | Vasil Kiryienka       | 8   | 10  | -    | -   | 18     |
| 3.   | Ioánnis Tamourídis    | 5   | -   | -    | 10  | 15     |
| 4.   | Cameron Meyer         | -   | -   | 12   | -   | 12     |
|      | Sergueï Klimov        | -   | -   | -    | 12  | 12     |
| 6.   | Gregory Henderson     | 10  | -   | -    | -   | 10     |
|      | Chris Newton          | -   | -   | 10   | -   | 10     |
| 8.   | Oleksandr Polivoda    | -   | 8   | -    | -   | 8      |
|      | Sergey Kolesnikov     | -   | -   | 8    | -   | 8      |
|      | Juan Esteban Curuchet | -   | -   | -    | 8   | 8      |

### Scratch

#### Resultados
| Data                    | Lugar       | Vencedor        | Segundo         | Terceiro              |
| ----------------------- | ----------- | --------------- | --------------- | --------------------- |
| 17 de novembro de 2006  | Sydney      | Vasil Kiryienka | Giuseppe Atzeni | Wim Stroetinga        |
| 15 de dezembro de 2006  | Moscovo     | Ivan Kovalev    | Mitchell Docker | Martin Bláha          |
| 19 de janeiro de 2007   | Los Angeles | Russell Hampton | Wim Stroetinga  | Walter Fernando Pérez |
| 23 de fevereiro de 2007 | Manchester  | Rafał Ratajczyk | Roger Kluge     | Charles Bradley Huff  |

#### Classificação
| Pos. | Ciclista              | Syd | Mos | L.A. | Man | Pontos |
| 1.   | Vasil Kiryienka       | 12  | 6   | -    | -   | 18     |
|      | Wim Stroetinga        | 8   | -   | 10   | -   | 18     |
|      | Rafał Ratajczyk       | -   | -   | 6    | 12  | 18     |
| 4.   | Russell Hampton       | -   | -   | 12   | 1   | 13     |
| 5.   | Ivan Kovalev          | -   | 12  | -    | -   | 12     |
|      | Walter Fernando Pérez | -   | -   | 8    | 4   | 12     |
| 7.   | Mitchell Docker       | -   | 10  | -    | -   | 10     |
|      | Giuseppe Atzeni       | 10  | -   | -    | -   | 10     |
|      | Roger Kluge           | -   | -   | -    | 10  | 10     |
|      | Charles Bradley Huff  | -   | -   | 2    | 8   | 10     |

### Americanas

#### Resultados
| Data                    | Lugar       | Vencedor                                    | Segundo                                                   | Terceiro                                      |
| ----------------------- | ----------- | ------------------------------------------- | --------------------------------------------------------- | --------------------------------------------- |
| 19 de novembro de 2006  | Sydney      | Rússia · Mikhail Ignatiev · Nikolai Trusov  | Dinamarca · Michael Mørkøv · Alex Rasmussen               | Argentina · Sebastián Donadío · Jorge Pi      |
| 17 de dezembro de 2006  | Moscovo     | Países Baixos · Jens Mouris · Danny Stam    | Omnibike Dynamo Moscow Konstantin Ponomarev Alexei Shmidt | Dinamarca · Michael Mørkøv · Alex Rasmussen   |
| 21 de janeiro de 2007   | Los Angeles | Dinamarca · Michael Mørkøv · Alex Rasmussen | Bélgica · Kenny De Ketele · Steve Schets                  | Rússia · Konstantin Ponomarev · Alexei Shmidt |
| 25 de fevereiro de 2007 | Manchester  | Países Baixos · Jens Mouris · Peter Schep   | Reino Unido · Robert Hayles · Geraint Thomas              | Rússia · Nikolai Trusov · Sergueï Klimov      |

#### Classificação
| Pos. | Equipa                 | Syd | Mos | L.A. | Man | Pontos |
| 1.   | Países Baixos          | 7   | 12  | 4    | 12  | 35     |
| 2.   | Dinamarca              | 10  | 8   | 12   | 4   | 34     |
| 3.   | Rússia                 | 12  | 3   | 8    | 8   | 31     |
| 4.   | Argentina              | 8   | -   | 7    | 5   | 20     |
| 5.   | Reino Unido            | -   | 7   | -    | 10  | 17     |
| 6.   | Bélgica                | -   | 6   | 10   | -   | 16     |
| 7.   | Itália                 | 6   | 4   | 5    | -   | 15     |
| 8.   | Omnibike Dynamo Moscow | -   | 10  | 3    | -   | 13     |
| 9.   | Chéquia                | -   | 1   | 1    | 6   | 8      |
| 10.  | Team 100% Me           | -   | -   | -    | 7   | 7      |
|      | França                 | 5   | -   | -    | 2   | 7      |

## Mulheres

### Keirin

#### Resultados
| Data           | Lugar       | Vencedor           | Segundo         | terceiro    |
| -------------- | ----------- | ------------------ | --------------- | ----------- |
| Novembro 2006  | Sydney      | Shuang Guo         | Jennie Reed     | Dana Glöss  |
| Dezembro 2006  | Moscovo     | Victoria Pendleton | Christin Muche  | Dana Glöss  |
| Janeiro 2007   | Los Angeles | Daniela Larreal    | Shuang Guo      | Jennie Reed |
| Fevereiro 2007 | Manchester  | Victoria Pendleton | Oksana Grishina | Shuang Guo  |

#### Classificação
| Pos. | Ciclista             | Syd | Mos | L.A. | Man | Pontos |
| 1.   | Shuang Guo           | 12  | -   | 10   | 8   | 30     |
| 2.   | Victoria Pendleton   | -   | 12  | -    | 12  | 24     |
| 3.   | Oksana Grishina      | 7   | 4   | -    | 10  | 21     |
| 4.   | Jennie Reed          | 10  | -   | 8    | -   | 18     |
| 5.   | Dana Glöss           | 8   | 8   | -    | -   | 16     |
| 6.   | Daniela Larreal      | -   | 1   | 12   | -   | 13     |
| 7.   | Christin Muche       | -   | 10  | -    | -   | 10     |
| -.   | Clara Sanchez        | 3   | -   | 7    | -   | 10     |
| -.   | Natallia Tsylinskaya | 4   | 6   | -    | -   | 10     |
| 10.  | Anna Blyth           | -   | 5   | -    | 3   | 8      |
| -.   | Yvonne Hijgenaar     | -   | 3   | 5    | -   | 8      |

### 500 metros

#### Resultados
| Data           | Lugar       | Vencedor           | Segundo              | Terceiro           |
| -------------- | ----------- | ------------------ | -------------------- | ------------------ |
| Novembro 2006  | Sydney      | Anna Meares        | Simona Krupeckaitė   | Yvonne Hijgenaar   |
| Dezembro 2006  | Moscovo     | Lisandra Guerra    | Natallia Tsylinskaya | Simona Krupeckaitė |
| Janeiro 2007   | Los Angeles | Lisandra Guerra    | Willy Kanis          | Shuang Guo         |
| Fevereiro 2007 | Manchester  | Victoria Pendleton | Yvonne Hijgenaar     | Anna Blyth         |

#### Classificação
| Pos. | Ciclista             | Syd | Mos | L.A. | Man | Pontos |
| 1.   | Lisandra Guerra      | -   | 12  | 12   | -   | 24     |
| 2.   | Yvonne Hijgenaar     | 8   | 6   | -    | 10  | 24     |
| 3.   | Simona Krupeckaitė   | 10  | 8   | -    | -   | 18     |
| 4.   | Natallia Tsylinskaya | 7   | 10  | -    | -   | 17     |
| 5.   | Shuang Guo           | 6   | -   | 8    | -   | 14     |
| 6.   | Victoria Pendleton   | -   | -   | -    | 12  | 12     |
| -.   | Anna Meares          | 12  | -   | -    | -   | 12     |
| -.   | Anna Blyth           | -   | 4   | -    | 8   | 12     |
| 9.   | Nancy Contreras      | -   | -   | 4    | 7   | 11     |
| 10.  | Willy Kanis          | -   | -   | 10   | -   | 10     |
| -.   | Sandie Claro         | -   | 3   | 7    | -   | 10     |

### Velocidade individual

#### Resultados
| Data              | Lugar       | Vencedor             | Segundo            | Terceiro           |
| ----------------- | ----------- | -------------------- | ------------------ | ------------------ |
| Novembro de 2006  | Sydney      | Natallia Tsylinskaya | Victoria Pendleton | Clara Sanchez      |
| Dezembro de 2006  | Moscovo     | Natallia Tsylinskaya | Lisandra Guerra    | Simona Krupeckaitė |
| Janeiro de 2007   | Los Angeles | Anna Meares          | Clara Sanchez      | Jane Gerisch       |
| Fevereiro de 2007 | Manchester  | Victoria Pendleton   | Shuang Guo         | Anna Meares        |

#### Classificação
| Pos. | Ciclista              | Syd | Mos | L.A. | Man | Pontos |
| 1.   | Victoria Pendleton    | 10  | 4   | -    | 12  | 26     |
| 2.   | Anna Meares           | 6   | -   | 12   | 8   | 26     |
| 3.   | Natallia Tsylinskaya  | 12  | 12  | -    | -   | 24     |
| 4.   | Clara Sanchez         | 8   | -   | 10   | -   | 18     |
| 5.   | Shuang Guo            | 5   | -   | -    | 10  | 15     |
| -.   | Svetlana Grankovskaya | -   | 5   | 5    | 5   | 15     |
| 7.   | Willy Kanis           | -   | 3   | 4    | 6   | 13     |
| 8.   | Simona Krupeckaitė    | 4   | 8   | -    | -   | 12     |
| 9.   | Yvonne Hijgenaar      | 7   | -   | 1    | 3   | 11     |
| 10.  | Lisandra Guerra       | -   | 10  | -    | -   | 10     |
| -.   | Jane Gerisch          | 2   | -   | 8    | -   | 10     |

### Velocidade por equipas

#### Resultados
| Data           | Lugar       | Vencedor                                       | Segundo                                    | terceiro                                  |
| -------------- | ----------- | ---------------------------------------------- | ------------------------------------------ | ----------------------------------------- |
| Novembro 2006  | Sydney      | Austrália · Anna Meares · Kerrie Meares        | Alemanha · Dana Glöss · Jane Gerisch       | França · Clara Sanchez · Virginie Cueff   |
| Dezembro 2006  | Moscovo     | Países Baixos · Yvonne Hijgenaar · Willy Kanis | Alemanha · Dana Glöss · Christin Muche     | França · Sandie Claro · Virginie Cueff    |
| Janeiro 2007   | Los Angeles | Países Baixos · Yvonne Hijgenaar · Willy Kanis | Austrália · Anna Meares · Kaarle McCulloch | Cuba · Yumari González · Lisandra Guerra  |
| Fevereiro 2007 | Manchester  | Países Baixos · Yvonne Hijgenaar · Willy Kanis | Reino Unido · Anna Blyth · Shanaze Reade   | Austrália · Anna Meares · Kristine Bayley |

#### Classificação
| Pos. | Equipa         | Syd | Mos | L.A. | Man | Pontos |
| 1.   | Países Baixos  | -   | 12  | 12   | 12  | 36     |
| 2.   | Austrália      | 12  | -   | 10   | 8   | 30     |
| 3.   | Rússia         | 6   | 7   | 6    | 5   | 24     |
| 4.   | França         | 8   | 8   | -    | 7   | 23     |
| 5.   | Alemanha       | 10  | 10  | 2    | -   | 22     |
| 6.   | Itália         | 7   | 5   | 4    | -   | 16     |
| 7.   | Cuba           | -   | 6   | 8    | -   | 14     |
| 8.   | Polónia        | -   | 4   | 5    | 4   | 13     |
| 9.   | Reino Unido    | -   | -   | -    | 10  | 10     |
| 10.  | Estados Unidos | -   | -   | 7    | -   | 7      |

### Perseguição individual

#### Resultados
| Data           | Lugar       | Vencedor          | Segundo           | Terceiro          |
| -------------- | ----------- | ----------------- | ----------------- | ----------------- |
| Novembro 2006  | Sydney      | Katie Mactier     | Wendy Houvenaghel | Vilija Sereikaitė |
| Dezembro 2006  | Moscovo     | Wendy Houvenaghel | Rebecca Romero    | Larissa Kleinmann |
| Janeiro 2007   | Los Angeles | Sarah Hammer      | Verena Jooß       | María Luisa Cale  |
| Fevereiro 2007 | Manchester  | Wendy Houvenaghel | Rebecca Romero    | Alison Shanks     |

#### Classificação
| Pos. | Ciclista           | Syd | Mos | L.A. | Man | Pontos |
| 1.   | Wendy Houvenaghel  | 10  | 12  | -    | 12  | 34     |
| 2.   | Rebecca Romero     | -   | 10  | -    | 10  | 20     |
| 3.   | Alison Shanks      | 7   | 8   | -    | 8   | 15     |
| -.   | Liza Bochkariova   | 5   | 5   | 5    | -   | 15     |
| 5.   | Cathy Moncassin    | -   | 7   | 6    | -   | 13     |
| 6.   | Sarah Hammer       | -   | -   | 12   | -   | 12     |
| -.   | Katie Mactier      | 12  | -   | -    | -   | 12     |
| 8.   | Verena Jooß        | -   | -   | 10   | -   | 10     |
| -.   | Martina Ruzickova  | -   | 6   | -    | 4   | 10     |
| 10.  | Marlijn Binnendijk | -   | 2   | 2    | 5   | 9      |

### Corrida por pontos

#### Resultados
| Data           | Lugar       | Vencedor         | Segundo          | Terceiro                   |
| -------------- | ----------- | ---------------- | ---------------- | -------------------------- |
| Novembro 2006  | Sydney      | Katherine Bates  | Giorgia Bronzini | Li Yan                     |
| Dezembro 2006  | Moscovo     | Giorgia Bronzini | Yoanka González  | Yulia Aroustamova          |
| Janeiro 2007   | Los Angeles | Sarah Hammer     | Yoanka González  | Leire Olaberria Dorronsoro |
| Fevereiro 2007 | Manchester  | Yoanka González  | Belinda Goss     | Miga Bekker Lacota         |

#### Classificação
| Pos. | Ciclista           | Syd | Mos | L.A. | Man | Pontos |
| 1.   | Yoanka González    | -   | 10  | 10   | 12  | 32     |
| 2.   | Giorgia Bronzini   | 10  | 12  | 2    | -   | 24     |
| 3.   | Yulia Aroustamova  | 7   | 8   | -    | -   | 15     |
| 4.   | Li Yan             | 8   | 6   | -    | -   | 14     |
| 5.   | Charlotte Baker    | 6   | -   | 7    | -   | 13     |
| -.   | Jianling Wang      | 1   | 4   | 6    | 2   | 13     |
| 7.   | Sarah Hammer       | -   | -   | 12   | -   | 12     |
| -.   | Katherine Bates    | 12  | -   | -    | -   | 12     |
| 9.   | Belinda Goss       | -   | -   | -    | 10  | 10     |
| 10.  | Marlijn Binnendijk | -   | 1   | 4    | 4   | 9      |

### Scratch

#### Resultados
| Data           | Lugar       | Vencedor           | Segundo          | terceiro         |
| -------------- | ----------- | ------------------ | ---------------- | ---------------- |
| Novembro 2006  | Sydney      | Lado Koedooder     | Charlotte Becker | Alena Prudnikova |
| Dezembro 2006  | Moscovo     | Annalisa Cucinotta | Lesya Kalitovska | Yoanka González  |
| Janeiro 2007   | Los Angeles | Sarah Hammer       | Rebecca Quinn    | Adrie Visser     |
| Fevereiro 2007 | Manchester  | Jianling Wang      | Belinda Goss     | Yumari González  |

#### Classificação
| Pos. | Ciclista           | Syd | Mos | L.A. | Man | Pontos |
| 1.   | Yumari González    | -   | 7   | 4    | 8   | 19     |
| 2.   | Annalisa Cucinotta | -   | 12  | 6    | -   | 18     |
| 3.   | Yulia Aroustamova  | 7   | -   | 7    | -   | 14     |
| 4.   | Jianling Wang      | -   | -   | -    | 12  | 12     |
| -.   | Sarah Hammer       | -   | -   | 12   | -   | 12     |
| -.   | Lado Koedooder     | 12  | -   | -    | -   | 12     |
| -.   | Jarmila Machačová  | -   | 6   | -    | 6   | 12     |
| 8.   | Belinda Goss       | -   | -   | -    | 10  | 10     |
| -.   | Rebecca Quinn      | -   | -   | 10   | -   | 10     |
| -.   | Lesya Kalitovska   | -   | 10  | -    | -   | 10     |
| -.   | Charlotte Becker   | 10  | -   | -    | -   | 10     |
| -.   | Yoanka González    | -   | 8   | 2    | -   | 10     |